# Agrias ornata
Agrias ornata är en fjärilsart som beskrevs av Peter William Michael 1926. Agrias ornata ingår i släktet Agrias och familjen praktfjärilar. Inga underarter finns listade i Catalogue of Life.